# Кала (район Рудаки)
Кала (тадж. Қалъа) — село в районе Рудаки Республики Таджикистан. Входит в состав джамоата (сельской общины) Эсанбой района Рудаки.
Находится на расстоянии 58 км от райцентра (пгт. Сомониён) и 2 км от центра общины (село Эсанбой).
Население — 943 чел. (2017).